# Sandy Allen
Sandra Elaine „Sandy“ Allen (* 18. Juni 1955 in Chicago, Illinois; † 13. August 2008 in Shelbyville, Indiana) war eine US-amerikanische Größenrekordhalterin, die mit ihren 2,32 m seit 1976 als größte lebende Frau im Guinness-Buch der Rekorde stand. Die größte Frau der neueren Geschichte war Zeng Jinlian (1964–1982) mit 2,48 m.

## Leben
Allens ungewöhnliche Größe war ein Resultat eines Tumors in ihrer Hypophyse, durch den unkontrolliert Wachstumshormone freigesetzt wurden. Erst im Alter von 22 Jahren konnte das Wachstum durch einen chirurgischen Eingriff gestoppt werden, ohne den sie weiter gewachsen wäre.
Allen schrieb ein autobiografisches Buch über ihr Leben (Cast A Giant Shadow) und trat in verschiedenen Filmen auf, darunter im oscarprämierten Fellinis Casanova. Die Band Split Enz aus Neuseeland schrieb ein Lied über sie, das auf dem Album Time and Tide von 1982 veröffentlicht wurde.
Aufgrund ihrer enormen Größe war sie zuletzt auf einen Rollstuhl angewiesen, da ihr Körper den Belastungen beim Stehen nicht mehr standhielt. Allen hatte sich schon vor Jahren aus der Öffentlichkeit in ein Pflegeheim zurückgezogen, in dem sie am 13. August 2008 im Alter von 53 Jahren starb.

## Filmografie (Auswahl)
- 1976: Fellinis Casanova (Il Casanova di Federico Fellini)